# Riikka Purra
Riikka Purra, född 13 juni 1977 i Birkala, är en finländsk politiker (Sannfinländarna). Hon är ledamot av Finlands riksdag sedan 2019 och partiordförande för Sannfinländarna sedan 2021. Till utbildningen är hon politices magister.
Purra blev invald i riksdagsvalet 2019 med 5 960 röster från Nylands valkrets.

## Politisk karriär
Riikka Purra är ledamot av Finlands riksdag sedan 2019 och partiordförande för Sannfinländarna sedan 2021. I riksdagsvalet 2023 fick hon 42 594 röster, flest av alla kandidater.  Purra utsågs därefter till finansminister i regeringen Orpo.

## Kontroverser
I juli 2023 rapporterades det i media om onlinekommentarer som Purra skrivit 2008 på Jussi Halla-ahos Scripta-blogg. I kommentarerna, med användarnamnet riikka, använde hon ofta ordet "neger" och använde på annat sätt rasistiskt och nedsättande språk. Hon skrev bland annat om en konfrontation på ett lokaltåg med en grupp unga invandrare: "Om jag skulle få ett vapen så skulle det finnas lik i lokaltågen, you see." I ett inlägg frågade hon om någon i "Netsit-gemenskapen var sugen på att "spotta på tiggare och klå upp negerbarn idag i Helsingfors?"  Dessutom beskrev hon "ljudet mörkare män gör när de går förbi dig " som "inte visslande (det skulle vara för uppenbart) utan ett väsande mellan tänderna," och tillägger, "Ju ivrigare Abdullah är, desto mer saliv kommer med den." 
Purra vägrade ursprungligen att bekräfta om hon låg bakom smeknamnet och sa också att hon inte hade för avsikt att avgå eller ångra sina tidigare handlingar. Men efter att kommentarerna fördömts av representanter från regeringspartierna och president Sauli Niinistö hade uppmanat regeringen att inta en tydlig nolltoleranshållning mot rasism, bad Purra om ursäkt för kommentarerna.
Kort därefter började texter från 2019 cirkulera i sociala medier, där Purra hänvisade till kvinnor i burka som "oigenkännbara svarta säckar" i samband med att hon kritiserade klädsättet som avhumaniserande. Premiärminister Orpo kallade ett utdrag ur skrifterna oacceptabelt, men ansåg att Purras tidigare ursäkt var tillräcklig. Orpo menade också att han anser att skrifterna förespråkar kvinnors rättigheter.
Den 13 juni 2023 hade alla oppositionspartier i den finska riksdagen krävt att parlamentets talman Jussi Halla-aho, som tillhör samma parti som Riikka Purra, skulle återkalla parlamentet från sommaruppehållet för att hålla en förtroendeomröstning för Purra. Den 15 juli svarade Halla-aho genom att säga att frågan inte var tillräckligt brådskande för att återkalla parlamentet.

## Privatliv
Purra bor i Sundsberg i Kyrkslätt med sin make och deras två barn. Hon har tagit politices magisterexamen vid Åbo universitet. Hon forskade i internationell politik innan hon blev politiskt aktiv. 

## Utmärkelser
- Kommendörstecknet av Finlands Vita Ros’ orden,  6 december 2024[11]

[Redigera Wikidata]